# Arklow-S-Klasse
Die  Arklow-S-Klasse ist eine aus sieben Einheiten bestehende Küstenmotorschiffsklasse. Die Schiffe sind Bestandteil des aus insgesamt 17 Einheiten bestehenden Barkmeijer-3200-Typs.

## Geschichte

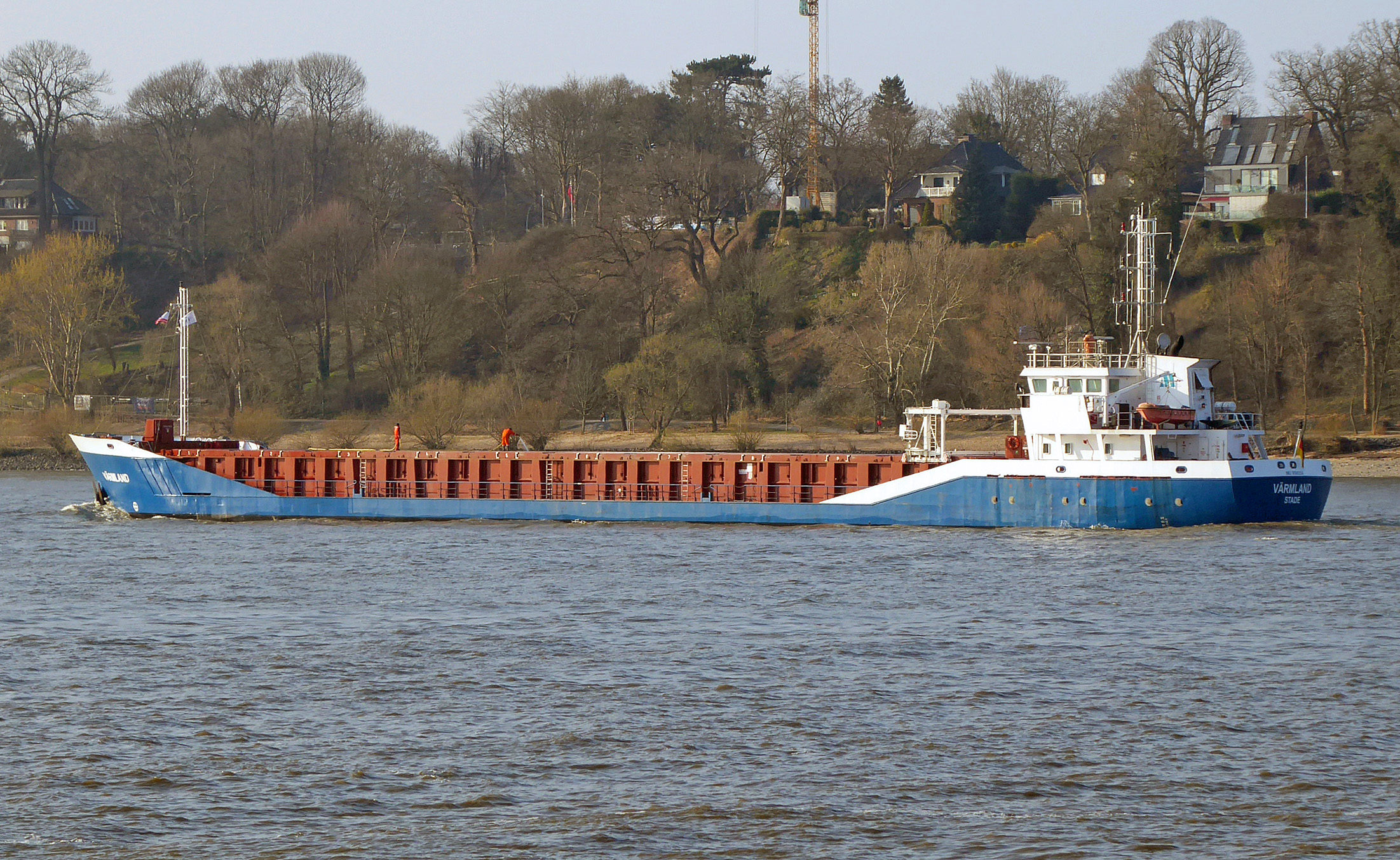
Värmland (ex Arklow Star) auf der Elbe in Hamburg

Die Schiffe wurden auf der niederländischen Werft Barkmeijer Stroobos in Leeuwarden für die irische Reederei Arklow Shipping gebaut. Zunächst waren zwei Schiffe bestellt, die 1995 und 1996 abgeliefert wurden. Es folgte die Bestellung von zwei weiteren, 1998 abgelieferten Einheiten und schließlich die Bestellung der letzten drei Schiffe der Klasse, die 1999 und 2000 fertiggestellt wurden.
Alle Schiffe kamen unter der Flagge der Niederlande mit Heimathafen Zaandam in Fahrt. 2012 wurden die Schiffe an zur Kopervik Group gehörende Unternehmen verkauft und unter die Flagge der Bahamas gebracht. Alle Schiffe wurden später weiterverkauft.

## Beschreibung
Die Schiffe werden von einem Dieselmotor des Herstellers Caterpillar angetrieben. Die Motoren des Typs MaK 8M20 verfügen über 1.360 kW Leistung und wirken über ein Untersetzungsgetriebe auf einen Festpropeller. Die Schiffe erreichen damit 11 kn. Für die Stromerzeugung stehen zwei Valmet-Dieselmotoren mit jeweils 110 kW Leistung und ein Valmet-Dieselmotor mit 42 kW Leistung zur Verfügung, die zwei Stamford-Generatoren mit jeweils 112 kVA Scheinleistung und einen Stamford-Generator mit 47,5 kVA Scheinleistung antreiben. Die Schiffe sind mit einem Bugstrahlruder mit 200 kW Leistung ausgestattet, das von einem Scania-Motor angetrieben wird.
Das Deckshaus befindet sich im hinteren Bereich der Schiffe. Es verfügt über drei Decks. Die Schiffe sind für den Betrieb mit sechs Besatzungsmitglieder vorgesehen, die alle in Einzelkabinen untergebracht werden können. Bei Bedarf steht eine weitere Kabine zur Verfügung. Vor dem Deckshaus befindet sich der Laderaum. Die Luke ist 63 Meter lang und 10,2 Meter breit und mit zehn Stapellukendeckeln verschlossen, die mithilfe eines Lukenwagens bewegt werden können. Auf 59,3 Metern Länge ist der Laderaum boxenförmig, im vorderen Bereich verjüngt er sich etwas. Die Schiffe sind mit zwei Schotten ausgestattet, mit denen der Laderaum unterteilt werden kann. Die Schotten können an sechs Positionen aufgestellt werden. Der Laderaum ist 4.723 m³ groß. Die Tankdecke kann mit 14 t/m², die Lukendeckel mit 1,6 t/m² belastet werden.
Die Schiffe sind für den Transport von Containern vorgesehen. Die Containerkapazität beträgt 154 TEU. Davon können 114 TEU im Raum und 40 TEU an Deck geladen werden, wobei das Durchschnittsgewicht der Container 15 t nicht überschreiten darf. Bei Beladung mit High-Cube-Containern finden im Raum 76 TEU Platz, so dass sich die Containerkapazität auf 116 TEU verringert. Bei Beladung mit High-Cube-Containern darf das Durchschnittsgewicht der im Raum geladenen Container 24 t nicht überschreiten.

## Schiffe
| Arklow-S-Klasse | Arklow-S-Klasse | Arklow-S-Klasse | Arklow-S-Klasse | Arklow-S-Klasse                                      |
| Bauname         | Baunummer       | IMO-Nummer      | Ablieferung     | Spätere Namen und Verbleib                           |
| --------------- | --------------- | --------------- | --------------- | ---------------------------------------------------- |
| Arklow Spirit   | 278             | 9117959         | Juli 1995       | 2012: BBS Spirit, 2012: Neuland                      |
| Arklow Spray    | 279             | 9117961         | Januar 1996     | 2012: BBS Spray, 2014: PS Spray, 2014: Fluvius Otter |
| Arklow Sand     | 281             | 9163611         | Januar 1998     | 2012: BBS Sand, 2014: PS Sand, 2014: Fluvius Plym    |
| Arklow Sea      | 286             | 9163623         | März 1998       | 2012: BBS Sea, 2014: PS Sea, 2014: Fluvius Axe       |
| Arklow Star     | 290             | 9196254         | September 1999  | 2012: BBS Star, 2014: PS Star, 2014: Värmland        |
| Arklow Sky      | 291             | 9196266         | April 2000      | 2012: BBS Sky, 2014: Anouk                           |
| Arklow Surf     | 294             | 9218222         | November 2000   | 2012: BBS Surf, 2014: Henrike                        |

## Sonstiges
Die Schiffe der Arklow-S-Klasse sind Bestandteil des aus insgesamt 17 Einheiten bestehenden Barkmeijer-3200-Typs. Das erste Schiff des Typs war die 1993 abgelieferte Sprinter. In der Folge wurden weitere Schiffes des Typs gebaut, die sich teilweise vom Typschiff auch leicht unterschieden.